# 高山守
高山 守（たかやま まもる、1948年10月3日 - ）は、日本の哲学者。東京大学大学院人文社会系研究科名誉教授。ドイツ哲学、観念論が専門。

## 来歴
東京都生まれ。1973年東京大学文学部卒業、1977年同大学院人文科学研究科博士課程退学、1982年南山大学文学部助教授、1988年東京大学教養学部助教授、1990年文学部助教授、1994年教授、2001年「ヘーゲルにおける「無」の思想」で京都大学文学博士。2013年東大を定年退任。その後、神奈川大学の非常勤講師を務めた。

## 著書
- 『シェリング――ポスト「私」の哲学』理想社 1996
- 『ヘーゲル哲学と無の論理』東京大学出版会 2001
- 『ヘーゲルを読む（放送大学教材）』放送大学教育振興会 2003
- 『因果論の超克――自由の成立にむけて』東京大学出版会 2010
- 『自由論の構築――自分自身を生きるために』東京大学出版会 2013
- 『ヘーゲルを読む――自由に生きるために（放送大学叢書）』左右社 2016

共編
- 『シェリングとヘーゲル』藤田正勝 晃洋書房 1995

## 翻訳
- 『ハイデッガー全集 第41巻 物への問い――カントの超越論的原則論に向けて』クラウス・オピリーク共訳 創文社 1989
- ハンス＝ゲオルク・ガダマー『ヘーゲルの弁証法――六篇の解釈学的研究』山口誠一共訳 未來社 1990
- W.イェシュケ編『論争の哲学史――カントからヘーゲルへ』藤田正勝共監訳 理想社 2001
- ハンス・フリードリッヒ・フルダ『導入としての現象学』久保陽一共訳 法政大学出版局 2002
- 『新装版 シェリング著作集 1a 自我哲学』古川周賢共訳 文屋秋栄 2020